# Mwana Africa FC
El Mwana Africa FC es un equipo de fútbol de Zimbabue que juega en la Zifa Northern Region Division One, la segunda liga de fútbol más importante del país.

## Historia
Fue fundado en la ciudad de Bindura y su nombre se debe a que su principal patrocinador es una empresa minera que lleva el mismo nombre. Nunca ha ganado la Liga Premier de Zimbabue, aunque si ha sido campeón de copa en el año 2006 y la Charity Shield en el 2007. Su mejor momento fue al conseguir la Promoción a la Liga Premier de Zimbabue en el año 2005.
A nivel internacional ha participado en 1 torneo continental, en la Copa Confederación de la CAF del año 2007, donde llegó hasta la Tercera Ronda.
Descendieron en la temporada 2007, en la que se ubicaron en la última posición entre 16 equipos.

## Palmarés
- Copa de Zimbabue: 1
2006

- Charity Shield de Zimbabue: 1
2007

## Participación en competiciones de la CAF
| Temporada | Torneo                       | Ronda      | Club                       | Casa | Visita | Global |
| --------- | ---------------------------- | ---------- | -------------------------- | ---- | ------ | ------ |
| 2007      | Copa Confederación de la CAF | Preliminar | Mundu SC                   | 3-1  | 3-0    | 6-1    |
| 2007      | Copa Confederación de la CAF | 1          | Interclube                 | 2-0  | 0-0    | 2-0    |
| 2007      | Copa Confederación de la CAF | 2          | Etoile Filante Ouagadougou | 3-0  | 0-2    | 3-2    |
| 2007      | Copa Confederación de la CAF | 3          | TP Mazembe                 | 0-1  | 1-3    | 1-4    |